# سوزاق
سوزاق هي قرية في مقاطعة آلتينقال في ولاية أنديجان في أوزبكستان.